# ويليام أو. برايس
ويليام أو. برايس (بالإنجليزية: William O. Brice)‏ هو ضابط أمريكي، ولد في 10 ديسمبر 1898 في كولومبيا في الولايات المتحدة، وتوفي في 30 يناير 1972 في فورت جاكسون ‏ في الولايات المتحدة.